# Jörg Schlaich

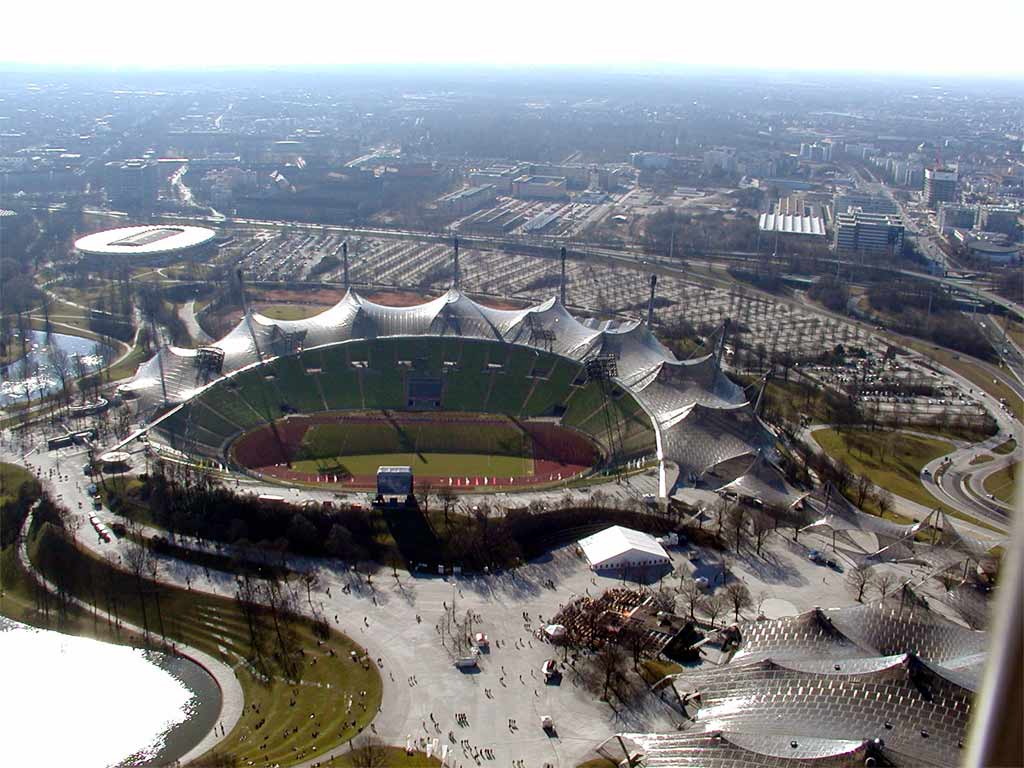
Olympisch Stadion, München

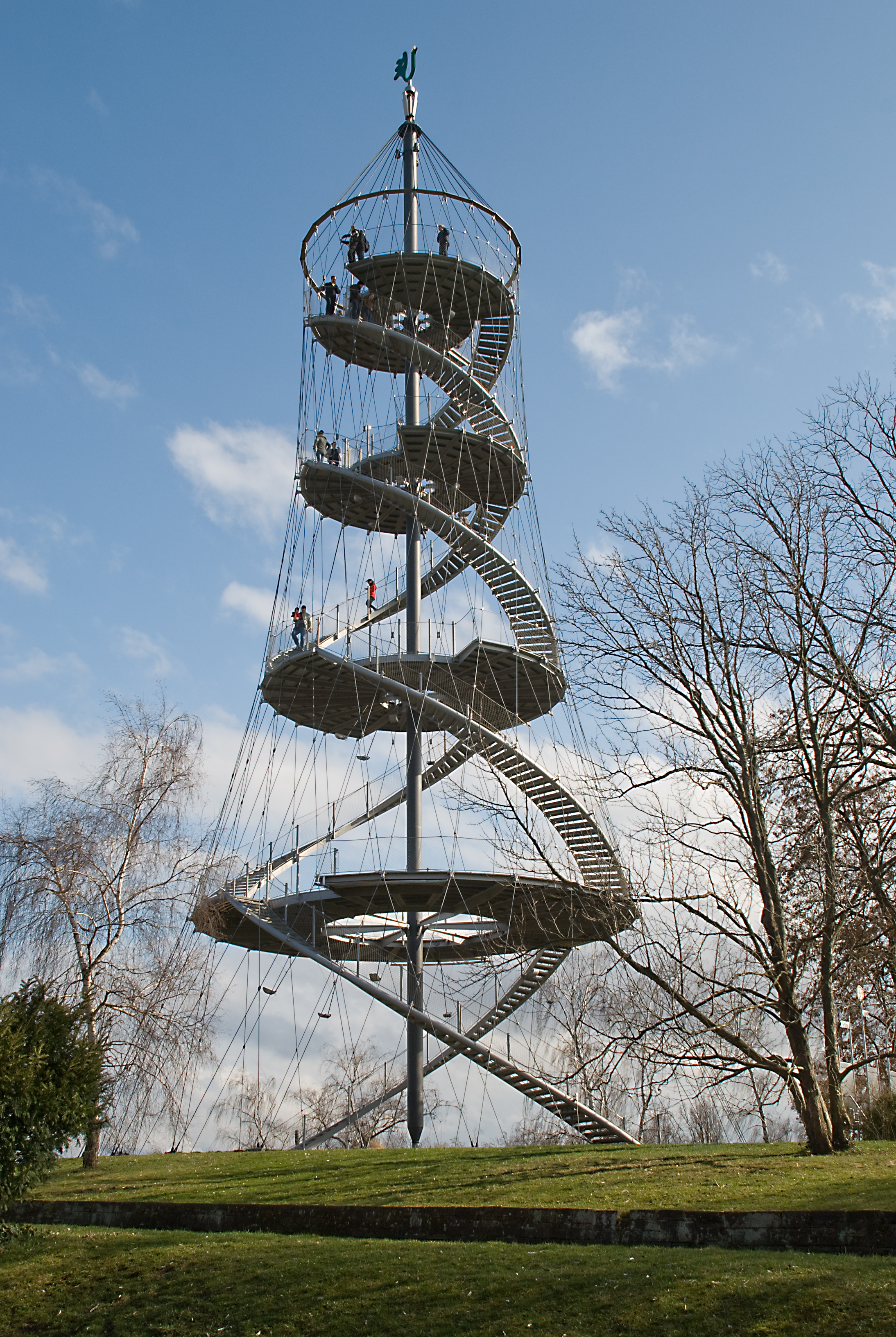
Killesbergturm, Stuttgart

Jörg Schlaich (Kernen im Remstal, 17 oktober 1934 – Berlijn, 4 september 2021) was een Duits bouwkundig ingenieur. Hij werd vooral bekend als medeontwerper van de daken van het Olympiastadion van München en de Mercedes-Benz Arena van Stuttgart.

## Carrière
Schlaich studeerde van 1953 tot 1955 architectuur en civiele techniek aan de universiteit van Stuttgart. Hij voltooide zijn opleiding aan de Technische Universiteit van Berlijn in 1959. Gedurende het academiejaar 1959-60 studeerde hij aan de Case Western Reserve University in Cleveland (Ohio).
Hij trad in 1963 toe tot het bureau Leonhardt & Andrä, het bedrijf opgericht door Fritz Leonhardt, en werd hij later partner. In die periode werkte hij onder meer samen met Günter Behnisch en Otto Frei aan het ontwerp van het dak van het Olympisch Stadion in München. Hij bleef bij het bedrijf tot 1969.
In 1974 werd Schlaich academicus aan de Universiteit van Stuttgart en in 1980 stichtte hij zijn eigen bureau, Schlaich Bergermann & Partner, met een zetel in Stuttgart, Berlijn en New York.
In 1982 was hij betrokken bij de bouw van een prototype voor een zonne-toren (of zonne-schoorsteen) in de Spaanse stad Manzaneras, 150 km ten zuiden van Madrid.
Voor het dak van het Gottlieb-Daimler-Stadion (sinds 2008 Mercedes-Benz-Arena genoemd) in Stuttgart introduceerde hij in 1993 het gebruik van het "speichenrad"-principe als bouwkundig concept. Zijn bureau was daarna  in belangrijke mate actief bij de bouw van voetbalstadions over de hele wereld. Andere structuren door hem ontworpen zijn de uitkijktoren in het Killesbergpark in Stuttgart en talrijke bruggen.
Schlaich overleed op 86-jarige leeftijd in Berlijn.

## Verder lezen
- Schlaich, Jörg; Bergermann, Rudolf. Leicht Weit (Light Structures) ISBN 3791329189.
- Holgate, Alan. The Art of Structural Engineering: The Work of Jorg Schlaich and his Team (Books Britain, 1996) ISBN 3930698676.
- Schlaich, Jörg. The Solar Chimney: Electricity from the Sun ISBN 3930698692.
- Schlaich, Jörg; Rudolf Bergermann, Wolfgang Schiel & Gerhard Weinrebe (February 2005). "Design of Commercial Solar Updraft Tower Systems – Utilization of Solar Induced Convective Flows for Power Generation PDF (486 KiB)". Journal of Solar Energy Engineering 127 (1): 117-124. DOI:10.1115/1.1823493. Geraadpleegd op 15 maart 2007